# Lijst van voetbalinterlands Brazilië - Nicaragua (vrouwen)
Deze lijst van voetbalinterlands is een overzicht van alle officiële voetbalinterlands tussen de nationale vrouwenteams van Brazilië en Nicaragua. De landen hebben tot nu toe één keer tegen elkaar gespeeld.

## Wedstrijden
| № | Plaats    | Datum           | Competitie        | Wedstrijd            | Uitslag |
| - | --------- | --------------- | ----------------- | -------------------- | ------- |
| 1 | São Paulo | 6 december 2023 | Vriendschappelijk | Brazilië − Nicaragua | 4 − 0   |

## Samenvatting
| Competitie        | Totaal gespeeld | Winst Brazilië | Gelijk | Winst Nicaragua | Doelsaldo Brazilië – Nicaragua |
| ----------------- | --------------- | -------------- | ------ | --------------- | ------------------------------ |
| Vriendschappelijk | 1               | 1              | 0      | 0               | 4 − 0                          |
| Totaal            | 1               | 1              | 0      | 0               | 4 − 0                          |

CBF · A-internationals · Braziliaans mannenelftal
1986 – 1999 · 2000 – 2009 · 2010 – 2019 · 2020 – 2029
Argentinië ·
Australië ·
Bolivia ·
Canada ·
Chili ·
China ·
Colombia ·
Costa Rica ·
Denemarken ·
Duitsland ·
Ecuador ·
Engeland ·
Equatoriaal-Guinea ·
Finland ·
Frankrijk ·
Ghana ·
Griekenland ·
Haïti ·
Hongarije ·
IJsland ·
India ·
Italië ·
Jamaica ·
Japan ·
Kameroen ·
Mexico ·
Nederland ·
Nicaragua ·
Nieuw-Zeeland ·
Nigeria ·
Noord-Korea ·
Noorwegen ·
Oekraïne ·
Panama ·
Paraguay ·
Peru ·
Polen ·
Portugal ·
Puerto Rico ·
Rusland ·
Schotland ·
Spanje ·
Thailand ·
Trinidad en Tobago ·
Uruguay ·
Venezuela ·
Verenigde Staten ·
Zambia ·
Zuid-Afrika ·
Zuid-Korea ·
Zweden ·
Zwitserland